# Cricula haumpottonee
Cricula haumpottonee är en fjärilsart som beskrevs av Hugon. 1837. Cricula haumpottonee ingår i släktet Cricula och familjen påfågelsspinnare. Inga underarter finns listade i Catalogue of Life.